# Tafunsak
Tafunsak – miasto w Mikronezji, w stanie Kosrae. Według danych szacunkowych na rok 2008 liczy 2489 mieszkańców